# رودیگر هلم
رودیگر هلم (به آلمانی: Rüdiger Helm) ورزشکار مرد رشتهٔ قایق‌رانی اهل کشور آلمان شرقی است. وی در بین سال‌های ‎۱۹۷۶ تا ۱۹۸۰ میلادی در مسابقات بازی‌های المپیک تابستانی در مجموع ۶ مدال، شامل ۳ مدال طلا و ۳ برنز را کسب کرد.